# Johann Adam Möhler
Johann Adam Möhler (Igersheim, Wurtemberg, 6 de mayo de 1796 - Munich, 12 de abril de 1838) fue un historiador y teólogo católico alemán. Destacado representante de la Escuela Teológica de Tubinga. Su trabajo está considerado como una apertura al Ecumenismo y una renovación de la Eclesiología, preparando el Concilio Vaticano II con más de un siglo de antelación.

## Vida
Tras estudiar filosofía y teología en Ellwangen, fue alumno de Johann Sebastian Drey en la Universidad de Tübinga (1815 -1819), donde fue ordenado sacerdote en septiembre de 1819. Completó su formación con una estancia en Berlín y en otras facultades protestantes (1822-1823). Regresado a Tübinga, se especializó en Patrística y enseñó Historia de la Iglesia (privatdozent en 1825, profesor extraordinario en 1826 y profesor regular en 1828). Continuará en Munich desde 1835 hasta 1838.
Sus clases atrajeron a una gran audiencia, incluyendo a muchos protestantes. Su obra más famosa, Simbólica (1832), provocó debates y controversias entre católicos y protestantes en ese momento, y provocó en particular tres respuestas importantes: las de Ferdinand Christian Baur, Philip Marheineke y Karl Immanuel Nitzsch.

## Pensamiento
El pensamiento de Möhler marca un retorno a las fuentes patrísticas de la teología, una concepción histórica de la Revelación, una apertura al pensamiento de su tiempo y las doctrinas de otras denominaciones cristianas. Él ve a la Iglesia como un organismo vivo, animado por el Espíritu Santo, prolongando el misterio de la Encarnación (y no principalmente como una sociedad legal). Al hacer de la unidad el principio orgánico y el fundamento de la Iglesia, aborda la cuestión de las diferencias confesionales con un nuevo espíritu.
Se lo considera un precursor de la Eclesiología del Vaticano II y uno de los padres del Ecumenismo moderno. Influyó en varios teólogos del siglo XX, incluidos Yves Congar, Henri de Lubac y Joseph Ratzinger.

## Obras
Todas sus obras están reunidas en la edición alemana bajo el título Gesammelte Schriften (dos vols., 1839-1940)
- Die Einheit in der Kirche oder das Princip des Katholicismus (1825)
- La unidad de la Iglesia (1825)
- Atanasio y la iglesia de su tiempo (1827)
- Athanase-le-Grand et l'Église de son temps en lutte avec l'arianisme (3 tomos), (1840)
- Symbolik, oder Darstellung der dogmatischen Gegensätze der Katholiken u. Protestanten nach ihren öffentlichen Bekenntnissschriften (1832)
- Neue Untersuchungen der Lehrgegensätze zwischen den Katholiken u. Protestanten (1834)
- Simbólica (1832)
- Gesammelte Schriften u. Aufsatze (1839)
- Patrologie oder christliche Litterärgeschichte (1839)
- La Patrologie, ou Histoire littéraire des trois premiers siècles de l'Église chrétienne (1840)
- Vorlesungen über Kirchengeschichte (1992)